# Entreprise de sondages
Une entreprise de sondages est une société de droit privé qui réalise des études d'opinion.
Ces entreprises sont parfois appelées instituts. Cependant, on ne peut objectivement appeler ainsi une société de sondages, car, comme le rappelle Pierre Weill, président directeur général de Sofres France et directeur général de Taylor Nelson Sofres (ITNS), « le terme institut est devenu obsolète pour caractériser ce métier. Le terme institut en rappelle les origines, avec un côté universitaire et sociologique, alors que la réalité actuelle est celle des entreprises et du business. »
Le mode de recueil des données a fait l'objet d'une étude universitaire. 